# Sławomir Zawiślak
Sławomir Zawiślak (Krasnobród; 9 de Junho de 1963 — ) é um político da Polónia. Ele foi eleito para a Sejm em 25 de Setembro de 2005 com 5.860 votos em 7 no distrito de Chełm, candidato pelas listas do partido Prawo i Sprawiedliwość.